# ゆーちゃそ王子
ゆーちゃそ王子（10月26日 - ）は、日本の男性モデル・タレント・アーティスト。一児の父、元妻はアーティストの村上来渚。ロックバンド・元A-Spade（エースペード）のギター。

## 経歴
上京する前までは、愛知県名古屋市で暮らしていた。カナダで生活もしたことがあり、英語とスペイン語が話せる。
2015年の夏、メンズファッション雑誌『Smart』の読者モデルオーディションで準グランプリを取り、読者モデルデビュー。
その後、2016年7月24日にモデル・バンド、A-Spade（エースペード）のギターとして活動を始める。同年秋、関東で生活を始める。
2017年5月、『銭金 復活！今どきのビンボーさんスペシャル！』（テレビ朝日）ゴールデン番組に出演し、強烈な個性的キャラで「第2のりゅうちぇる」と言われ、Twitterのトレンドワード入りも果たしている。
2017年8月29日放送の『踊る！さんま御殿！！』（日本テレビ系）のゲストに出演し、その際に不思議なキャラクターを披露した。さんまも意識的にゆーちゃそ王子のことを「りゅうちぇる」と冗談で呼ぶなど、りゅうちぇるの二番煎じとして茶化す展開になっていた。
2018年11月25日、長女「らいり」を授かる。妻はアーティストで元GEMメンバーの村上来渚。家族YouTube『うさぎとかえる』を配信しはじめる。なお、2021年3月18日に離婚した事を発表している。
2018年12月16日、A-Spade解散、現在、新メンバーを募集している。

## 人物
職業はモデル・タレント・アーティスト。好きな動物はうさぎであり、「コカ」と「ホッピー」の二匹を飼育している。モデル・若者を中心に人気急上昇中ロックバンド「A-Spade」のギターとしても活動中。ファンからは「ちゃそ」や「王子」という愛称で呼ばれている。
紫色の髪型と目の下の日焼けメイクが特徴的で、兎の帽子がトレードマークである。菓子を「主食」としており、「ねるねるねるね」を1日1個食べるとしている。また、菓子を使った独自のレシピを製作している。ホラー映画、ゲーム、アニメ、漫画が好き。
独自の「言語」があり、「ちゃそ王国」の公用語とされている「ちゃそ語」が存在する。ちゃそ語の一例として、「いつもありがとう」が「いつもありちゃそ」、「よろしく」が「よろちゃそ」、「おめでとう」が「おめちゃそ」、のようにちゃそ語というのは語尾に「〜ちゃそ」が付くのが基本である。しかし、様々な活用の仕方があり、例えば「好き」とういう単語だと「ラブちゃそ」となる。また、「こんにちは」＝「こんちゃそ」となる為、「こんばんは」の場合は「ばんちゃそ」となり被らない様、単語の後ろをとる活用の仕方がある。

## 出演

### テレビ
2015年
- ZIP！（日本テレビ）[6][9]

2016年
- レディ・ダ・ヴィンチの診断（関西テレビ）[6]
- 模倣犯 前・後編（テレビ東京）[6]
- 学生HEROES！（テレビ朝日）[6][10]
- ドキドキ宅急便 それ、届けに行きませんか？（テレビ東京）[6][11]
- お迎えデス。（日本テレビ）[6][12]
- ゆとりですがなにか（日本テレビ）[6][13]

2017年
- 踊る踊る！さんま御殿！！ひふみん乱入大暴れ！話題の新婚バツあり祭]（日本テレビ）[6]
- 銭金 復活！今どきのビンボーさんスペシャル！（テレビ朝日）[6]
- 就活家族（テレビ朝日）[6]

### 映画
- イタズラなKiss THE MOVIE2（2017年1月27日公開）[6]

### 雑誌
2015年
- 宝島社「smart」[6]

2016年
- 集英社「メンズノンノ」[6]

2017年
- 集英社「Seventeen」[6]
- デルタパートナーズ「MiRu」[6]

### イベント
2015年
- SonyMusic×WEGO「ボーイズグランプリBGW2015」[6]
- 振袖「一蔵」PR大使[6]
- キャンパスサミット2015[6]

2016年
- キスカワフェス[6]
- LINELIVE OF THE YEAR 授賞式[6]
- しぶはら学園祭[6]
- キャンパスサミット2016[6]
- 渋原コレクション[6]
- 制服卒業パーティ2016[6]

2017年
- ピーターラビット展[6]
- LOOP. Vol 9[6]
- SNOWパーティ[6]
- 制服卒業パーティ2017[6]

### WEBプロモーション
- 映画「グランド・イリュージョン」[6]
- 映画「この世界の片隅に」[6]
- リクルート「ゼクシィ縁結び」[6]
- LOFT「ロフトの秘密の屋根裏」[6]
- めちゃコミック「めちゃ犬とことこ」[6]
- ユニリーバ・ジャパン「AXE BLACK」[6]
- Superfly 10th Anniversary Greatest Hits「LOVE, PEACE & FIRE」[6]
- SNOW[6]

## 受賞
- LINE LIVE OF THE YEAR（2016年）